# 贾恩卡洛·切拉
贾恩卡洛·切拉（義大利語：Giancarlo Cella，1940年9月5日—），意大利男子足球运动员，司职后卫。他曾代表意大利国奥队参加1960年夏季奥林匹克运动会足球比赛，获得第四名。